# NGC 5424
NGC 5424 is een lensvormig sterrenstelsel in het sterrenbeeld Ossenhoeder. Het hemelobject werd op 25 april 1883 ontdekt door de Duitse astronoom Ernst Wilhelm Leberecht Tempel.

## Synoniemen
- UGC 8956
- MCG 2-36-19
- ZWG 74.63
- PGC 50035